# Тшемжаль
Тшемжаль (пол. Trzemżal, нім. Tschemsal) — село в Польщі, у гміні Тшемешно Гнезненського повіту Великопольського воєводства.
Населення — 318 осіб (2011).
У 1975-1998 роках село належало до Бидгощського воєводства.

## Демографія
Демографічна структура станом на 31 березня 2011 року:
|          | Загалом | Допрацездатний вік | Працездатний вік | Постпрацездатний вік |
| -------- | ------- | ------------------ | ---------------- | -------------------- |
| Чоловіки | 152     | 32                 | 104              | 16                   |
| Жінки    | 166     | 35                 | 102              | 29                   |
| Разом    | 318     | 67                 | 206              | 45                   |